# Pierre Lescot

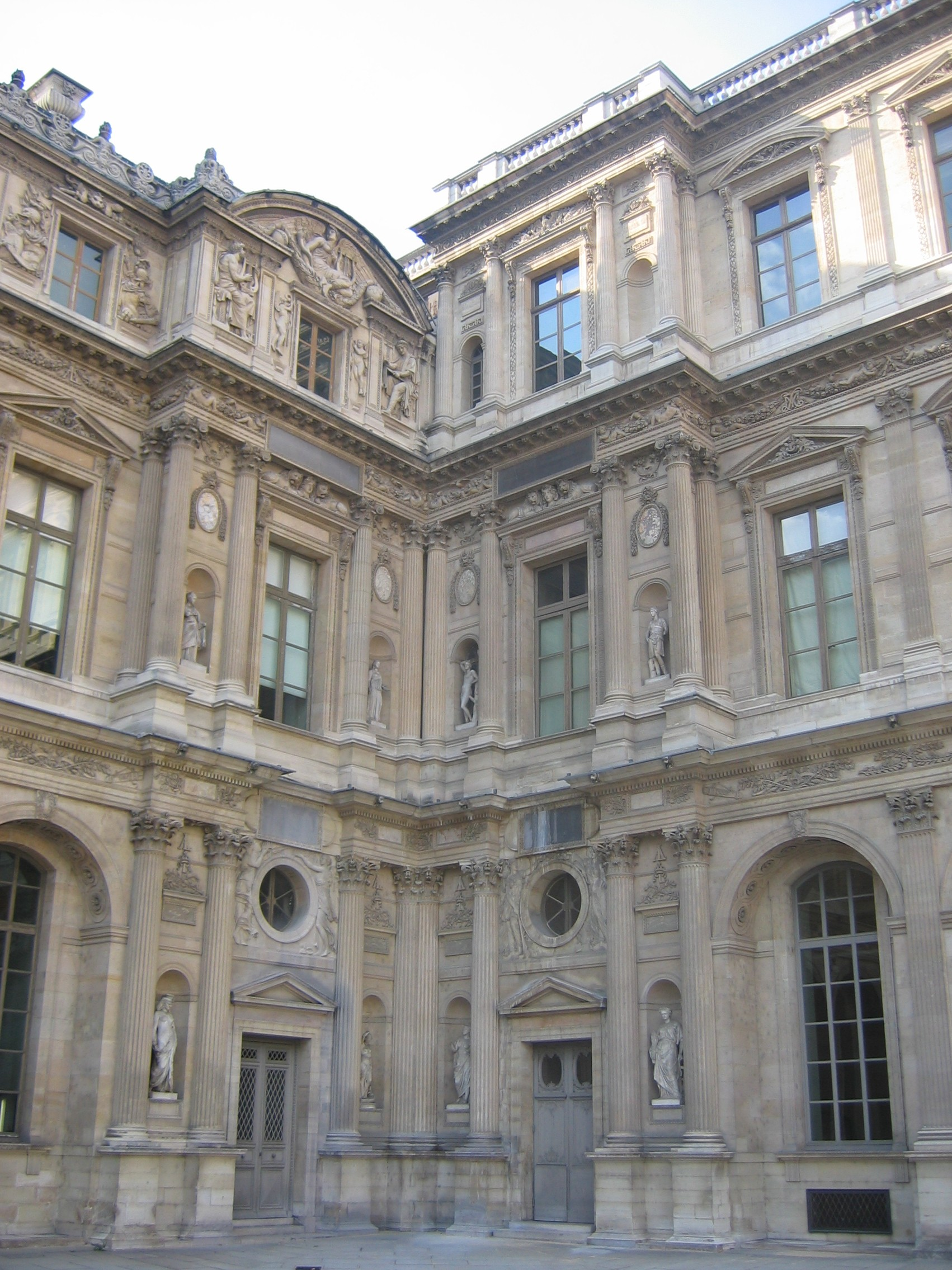
Palatul Luvru, aripa lui Lescot, în stânga

Pierre Lescot (n. 1510, Paris - 10 septembrie 1578, Paris) a fost un arhitect francez, renascentist. Este considerat „persoana care a implementat arhitectura pură și clasică în Franța.”
În anul 1546, regele Francisc I l-a angajat pentru proiectarea și construcția Palatului Luvru. Proiect care a transformat vechiul castel în palatul pe care-l cunoaștem astăzi.
Construcția a început după moartea lui Francisc I, în anul 1551 în timpul domniei lui Henric al II-lea.

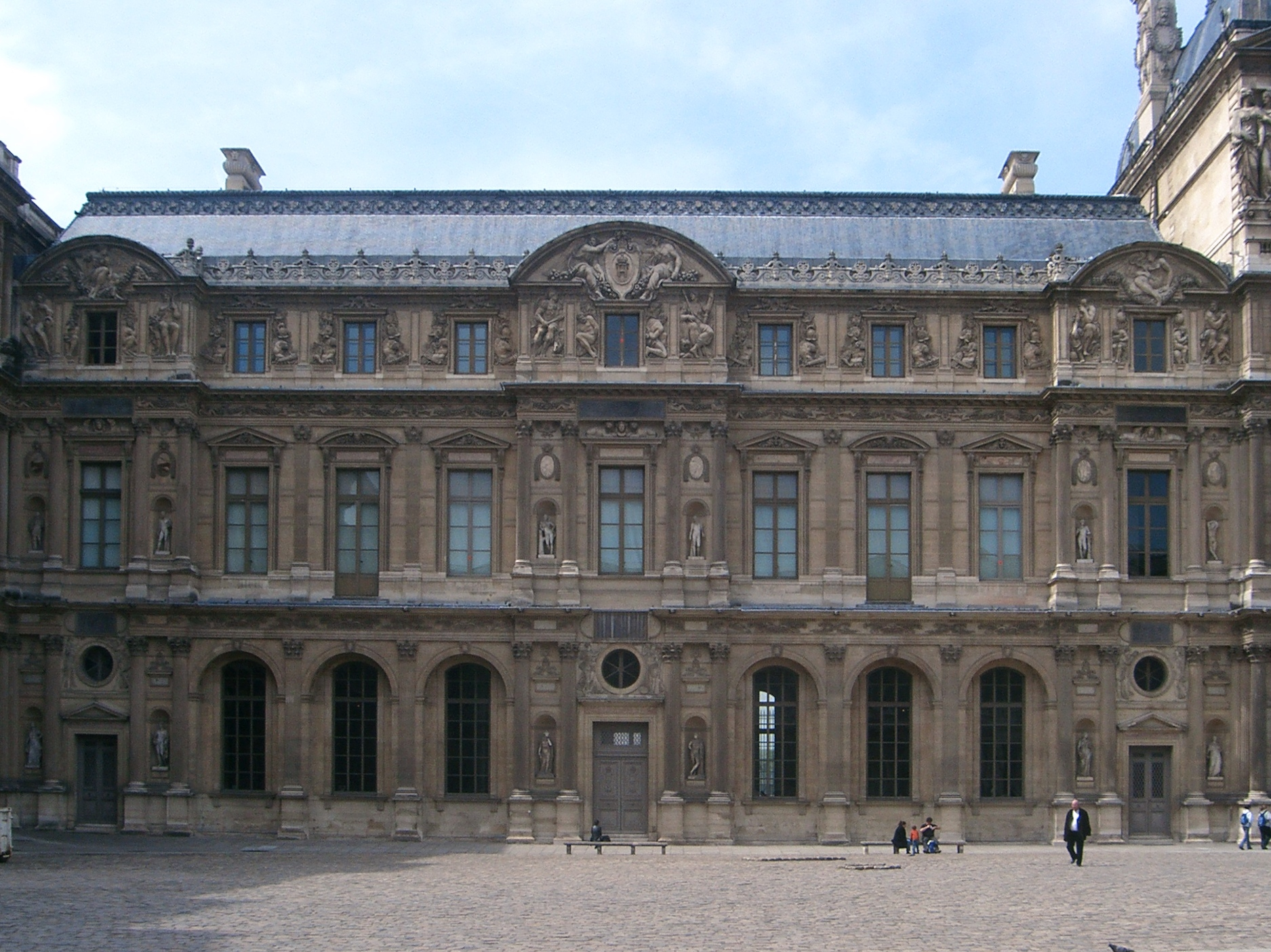
Aripa Lescot a Palatului Luvru

Pierre Lescot a fost arhitectul curții regale timp de 32 de ani în timpul domniilor regilor Francisc I, Henric al II-lea, Francisc al II-lea, Carol al IX-lea și
Henric al III-lea.
După moartea sa, construcția a fost continuată de Jean Baptiste Androuet du Cerceau.